# Peter Gerber (homme politique)
Pour les articles homonymes, voir Peter Gerber.
Peter Gerber, né le 8 juin 1923 à Frienisberg et mort le 11 avril 2012 à Berne, est une personnalité politique suisse, membre de l'Union démocratique du centre.

## Biographie
Après avoir suivi des études à l'École polytechnique fédérale de Zurich, il obtient un diplôme en agronomie.
Politiquement, il est membre de la municipalité de la commune de Seedorf pendant les années 1950, avant d'être élu en 1962 au Grand Conseil du canton de Berne ; il préside le parlement cantonal pendant l'année 1975-1976. De 1979 à 1987, il est élu au Conseil des États, chambre qu'il préside en 1986.
Peter Gerber a de plus présidé le conseil de la Banque nationale suisse de 1989 à 1993 ainsi que l'Union suisse des paysans de 1974 à 1988.

## Sources
- « Biographie de Peter Gerber (homme politique) », sur le site de l'Assemblée fédérale suisse.
- « L'ancien conseiller aux États UDC bernois Peter Gerber est décédé », sur romandie.com (consulté le 13 décembre 2012)
- « Peter Gerber », sur Banque nationale suisse (consulté le 13 décembre 2012)